# Kościół w Sundborn
Kościół w Sundborn (szw. Sundborns kyrka) – kościół parafialny ewangelicko-luterańskiego Kościoła Szwecji, położony w miejscowości Sundborn, w parafii Sundborns församling, w diecezji Västerås. Kościół drewniany, o dachu pokrytym gontem, typowy dla górniczego regionu Bergslagen, znany z dekoracji wykonanych przez Carla Larssona, który kierował renowacją świątyni w 1905 roku. Larsson mieszkał w Sundborn w latach 1901– 1919, a po śmierci został pochowany wraz z żoną Karin na przykościelnym cmentarzu.
Najstarszym elementem wyposażenia kościoła jest kamienna chrzcielnica z 1659 roku.
Kościół w Sundborn ma status zabytku sakralnego według rozdz. 4 Kulturminneslagen (pol. Ustawa o ochronie zabytków) ponieważ został wzniesiony przed końcem 1939 roku (3 §).

## Historia

### XVII i XVIII wiek
W 1620 roku na miejscu obecnego kościoła zbudowano drewnianą kaplicę, po której pozostała wolnostojąca drewniana dzwonnica, z początku XVIII wieku. W 1636 roku kaplica otrzymała status kościoła, po tym jak parafia Sundborn oddzieliła się od parafii Svärdsjö. Po rozbudowie w kierunku zachodnim w 1682 roku cała konstrukcja stała się niestabilna, w związku z czym wspólnota parafialna zaczęła planować wzniesienie nowego budynku. Wiosną 1755 roku rozebrano stary kościół i na jego miejscu zbudowano nowy, posadowiony na solidnej podmurówce. Jego fasadę i dach pokryto gontem, wykorzystanym częściowo ze starego kościoła. Również do wyposażenia nowej świątyni użyto częściowo wyposażenia ze starego kościoła (ławki, płyty nagrobne, drewno podłogowe, ambona, chrzcielnica z 1659 roku (dar Johana Erssona z Hyttnäs i jego małżonki Karin Andersdotter) i obraz ołtarzowy, który wisiał w prezbiterium do 1776 roku, kiedy zastąpił go nowy, namalowany przez Carla Magnusa Rosinga ze Sztokholmu. Obraz ten był darem karczmarza Gabriela Grönquista i jego małżonki Catariny Norin. Tematem obrazu było cierpienie Chrystusa w Ogrójcu. Stary obraz z 1628 roku oceniono jako bezużyteczny i przeniesiono do dzwonnicy. W 1780 roku Fredrik Salling ze Svärdsjö w zamontował w kościele 7-głosowe organy. W 1797 roku zbudowano nowy, istniejący do dziś ołtarz główny, a dotychczasowy przeniesiono w inne miejsce. W 1798 roku w ołtarzu pojawił się złoto-biały obraz pędzla Pehra Hedendahla z Falun, przedstawiający otwartą świątynię z czterema kolumnami w porządku jońskim i architrawem. Uwagę widza zwracają namalowane za kolumnami rzędy kolumn, tworzące złudzenie przestrzennej głębi. W centrum obrazu znajduje się krzyż.

### XIX wiek
Na przełomie XVIII i XIX wieku przerobiono otwory okienne nadając im dzisiejszy wygląd okien szczeblinowych, zaokrąglonych od góry. Ułożona pośrodku kościoła kamienna posadzka została prawdopodobnie w 1816 roku zastąpiona podłogą z desek. W 1851 roku w kościele zamontowano 9-głosowe organy i przebudowano emporę dodając do niej schody i drzwi. Na północ od kościoła zbudowano kaplicę grobową, w której umieszczono obraz ołtarzowy z 1776 roku. Dach kościoła na nowo pokryto gontem. Pierwotną ambonę w 1873 roku zastąpiła obecna, zaprojektowana przez architekta N. Runera z Gävle, a wykonana przez cieślę z Sundborn, C. M. Berggrena. Kilka lat później przebudowano ławki, wymieniając przy tym podłogę na tę, która istnieje dzisiaj. W 1884 roku kościół otrzymał po raz pierwszy ogrzewanie – piec żeliwny.

### XX wiek

Kościół w Sundborn na akwareli Carla Larssona, 1899, Nationalmuseum

W 1905 roku pod artystycznym kierownictwem Carla Larssona została przeprowadzona gruntowna renowacja świątyni. Zleceniodawcą był pastor Carl Fredrik Pettersson, z którym Larsson pozostawał w zażyłych stosunkach, i który wcześniej ochrzcił jego siedmioro dzieci. Ściany kościoła zostały pokryte tkaniną i udekorowane zielonymi szablonami malarskimi, umieszczonymi na jasnozielonym tle. Sklepienie zostało pomalowane na biało, a powierzchnie ścian pod sklepieniem na przecięciu nawy i transeptu na niebiesko. W półokrągłym polu pod sklepieniem w prezbiterium Larsson namalował dwa klęczące anioły, do których pozowali mu córka Lisbeth i jej przyjaciółka. Pośrodku malowidła unosi się gołębica, symbolizująca Ducha Świętego. W północnym ramieniu transeptu znajduje się obraz św. Jana Chrzciciela, który Larsson namalował w 1910 roku jako prezent urodzinowy dla Petterssona. Larsson udekorował również kaplicę pogrzebową na przykościelnym cmentarzu. Ławki kościelne przemalowano, nadając im odcień zielono-niebieski. Wapienna posadzka w prezbiterium i płyty nagrobne zostały zastąpione, zgodnie z duchem, przez biało-czerwone płytki z klinkieru. Rozwiązanie to uznano jednak za błędne i podczas kolejnej renowacji, przeprowadzonej w 1945 roku pod kierunkiem architekta Ärlanda Noréena, przywrócono płyty wapienne. Uporządkowano przy tej okazji miejsce na udzielanie chrztu przy południowej ścianie prezbiterium, a zakrystia otrzymała własne wejście, od południowego wschodu.
Ostatnia, najbardziej kompleksowa renowacja została przeprowadzona w 1978 roku według planów architekta Matsa Stenquista i z udziałem firmy Skånska cementgjuteriet jako generalnego wykonawcy. Drewniane ściany kościoła otrzymały dodatkową izolację od wewnątrz. Ponieważ istniejąca powłoka ścienna nie mogła być przeniesiona na nowe ściany wewnętrzne, pokryto je tkaniną szklaną, którą pomalowano farbą akrylową i zrekonstruowanymi szablonami Carla Larssona. Płyty nagrobne i wapienna posadzka w prezbiterium zostały usunięte i zastąpione podłogą drewnianą z desek, ułożoną na tym samym poziomie, co w pozostałej części kościoła. Ściany zakrystii pomalowano w kolorze ceglastoczerwonym.

## Architektura. Znaczenie artystyczno–historyczne
Kościół w Sundborn, zbudowany z drewnianych bali na planie krzyża, z fasadami i dachem pokrytym gontem, jest budynkiem sakralnym typowym dla górniczego regionu Bergslagen. Wnętrze kościoła zachowało swoje pierwotne sklepienie kolebkowe i zestaw ławek. Ołtarz główny i ambona reprezentują epokę klasycyzmu. Najważniejszą zmianą w wystroju kościoła była renowacja przeprowadzona w 1905 roku pod kierunkiem Carla Larssona, w wyniku której wnętrze otrzymało charakterystyczne, jasne, pastelowe barwy. Część autentycznego wystroju została zniszczona podczas renowacji przeprowadzonej w 1978 roku, w trakcie której tkaninowe pokrycia ścian razem z szablonami malarskimi autorstwa Larssona przykryto wewnętrzną izolacją, na którą nałożono tkaninę szklaną pomalowaną farbą akrylową w kolorze jasnozielonym i odtworzonymi szablonami Larssona, co było skromną rekompensatą. Tym niemniej wnętrze kościoła posiada znaczącą wartość artystyczno–historyczną. Pochodząca z lat 1706–1707 dzwonnica należała do poprzedniego kościoła. Zbudowana została z czworokątnych bali, obitych deskami i gontem. Jej fasady były pierwotnie powleczone czerwonym dziegciem. Znaczenie historyczno–architektoniczne o zasięgu lokalnym ma kaplica pogrzebowa na przykościelnym cmentarzu.